# Ida Wobker
Ida Wobker (* 8. September 2010) ist eine deutsche Tennisspielerin.

## Leben

### Persönliches
Wobker wohnt in Glandorf, im Südkreis des Osnabrücker Lands. Ihr Vater ist der ehemalige Fußballspieler Dirk Wobker. Sie hat noch einen drei Jahre älteren Bruder. Zur Zeit besucht sie das Ratsgymnasium Osnabrück. Ihre sportlichen Vorbilder sind Carlos Alcaraz und Aryna Sabalenka. Ihre Vereine sind der Osnabrücker TC und für Punktspiele der DTV Hannover.

### Karriere
2021 siegte Wobker bei der Norddeutschen Meisterschaft in der Altersklasse U11.
Im November 2023 triumphierte sie bei den deutschen Meisterschaften in der Altersklasse U14. Im Finale siegte sie gegen Emilia Brune mit 6:3 und 6:2. Auch im Doppel gewann sie mit Amy Waschulewski den Titel.
Im Folgejahr sicherte sie sich den Titel in der Altersklasse U16, das Endspiel gewann sie gegen Michelle Khomich mit 6:3 und 6:4.
Wobker spielt Turniere auf der ITF Women’s World Tennis Tour, wo sie bislang einen Titel im Einzel gewann. Mit 14 Jahren war sie im Juli 2025 die jüngste Spielerin in den Top 1000 der Weltrangliste. Durch das Erreichen des Finals beim ITF-W15-Turnier in Kamen und dem Viertelfinaleinzug beim ITF-Turnier in Stuttgart kletterte sie auf Platz 878.
In der Saison 2025 spielte sie für den DTV Hannover in der 1. Bundesliga.

## Turniersiege

### Einzel
| Nr. | Datum          | Turnier | Kategorie | Belag   | Finalgegnerin  | Ergebnis       |
| --- | -------------- | ------- | --------- | ------- | -------------- | -------------- |
| 1.  | 3. August 2025 | Dublin  | ITF W15   | Teppich | Victoria Allen | 6:2, 6:75, 6:1 |